# Bánk bán históriája
A Bánk bán históriája  Valkai András (1540–1587) erdélyi, magyarvalkói (Kalotaszeg) származású krónikaíró históriás éneke.

## A mű teljes címe
- Az Nagysagos Bank Bannak Historia, mikepen az András Király felesége, az Bank Ban iambor hytes feleseget az eczeuel meg szeplösittete: S-miképpen Bank ban az ő iambor hytesenek meg szeplosytteteseért az Kiralne aszszont le vagta.

## A mű
Valkai András a kerek, jól szerkesztett történetet Antonio Bonfini elbeszélése alapján foglalta énekbe. Ez volt a történet első magyar nyelvű irodalmi feldolgozása. Az oktató célzatú mű a feleség elcsábításáért a királynőn bosszút álló Bánk bán történetén keresztül int a tiszta életre és óv a bajt keverő szerelmi szenvedélytől. 1574-ben jelent meg Debrecenben, majd Kolozsváron, Heltai Gáspár Cancionaléjában, illetve 1580-ban ismét Debrecenben és Kolozsvárott.

## Bánk
A Bor-nemzetségből származó Bánk 1211-től volt nádor. A Petúr bán köré csoportosult nemesek – a németek uralmának megszüntetése céljából – összeesküvést szőttek az éppen külföldön tartózkodó II. András király felesége, Gertrúd ellen és 1213. szeptember 28-án megölték a királynét.
Bánkot is megvádolták az összeesküvésben való részvétellel és bár tisztázták, így is le kellett mondania a nádori tisztségéről.

## Itt olvasható a históriás ének
- Kempelen Farkas Digitális Hangkönyvtár Archiválva 2007. december 24-i dátummal a Wayback Machine-ben